# 摩擦力顕微鏡
摩擦力顕微鏡（まさつりょくけんびきょう、Frictional Force Microscope : FFM）または水平力顕微鏡（すいへいりょくけんびきょう、Lateral force microscope : LFM）は走査型プローブ顕微鏡の一種。

## 概要
コンタクトモード原子間力顕微鏡 (AFM)の構成で試料表面の形状や摩擦力の分布の情報を得るために使用される。
走査方向をカンチレバーの長手方向と直角に設定してステージを移動すると探針と試料表面間の摩擦でカンチレバーに捩れが生じるので、これにレーザー光を照射して反射した光束が4分割光検出素子において左右のセル間に光強度差が生じるのでFFM像の取得のために使用する。試料表面の凸凹でカンチレバーが上下に動くと4分割光検出素子で上下のセル間の光強度差が生じるのでAFM像の取得のために使用する。これによって表面の摩擦力の分布を現すFFM像と表面の凸凹を表すAFM像を同時に取得できる。

## 用途
- 材料開発
- 表面の調査